# 推理作家
推理作家（すいりさっか）は、推理小説を主として著す小説家。ミステリー小説家とも呼ばれる。

## 概要
推理小説自体が、推理をメインにした典型的な推理小説から推理要素を少しだけ含む作品まで多岐にわたるため、誰が推理作家で誰がそうでないかは明確ではない。
日本の推理小説の草創期には探偵作家と呼ばれたが、その頃の探偵作家は今のSF作家や怪奇小説家も含む広い範囲を指していた。
日本では1987年以降、「新本格ミステリ」を中心とする推理小説ブームがあり、伝統的な江戸川乱歩賞以外にも、鮎川哲也賞やメフィスト賞（推理小説を含むエンターテインメント作品を募集する）など推理作家を目指す人のための新人賞が多く創設された。

## 覆面作家
推理作家の中には、顔写真を公表せず、生年や性別、デビューまでの経歴などのプロフィールを公開しない（または非常に限定的なプロフィールしか公開しない）覆面作家がいる。
- 北川歩実
- 北村薫（デビュー当時）
- 鯨統一郎
- 坂木司
- 殊能将之
- 舞城王太郎
- 南園律

推理小説の分野または別の分野で活躍していた作家が、正体を隠して変名を使っていた場合もある。
- 別の作家の変名
  - 加田伶太郎
  - 栗本薫（評論家・中島梓の作家用ペンネーム）
  - 嵯峨島昭
  - 鷹見緋沙子（推理作家3人の共用ペンネーム）
  - 田島莉茉子
  - バーナビー・ロス
  - カーター・ディクスン

また、彩胡ジュンやクイーン兄弟のように、読者にその正体を当てさせることを目的にして、本来の筆名を伏せて作品を発表する場合もある。

## 合作
小説は多くの場合1人で執筆するものだが、2人以上が共同で小説を著す場合がある。エラリー・クイーン、岡嶋二人などが代表例である。推理小説の場合には、どちらかが主にトリックのアイデアを出すなどして分業していることもある。
- 複数人によるペンネーム
  - 岡嶋二人
  - エラリー・クイーン - フレデリック・ダネイ単独でもこの合作ネームを使用したが[注 5]、『 ゴールデン・サマー』のみダニエル・ネイサン名義。
  - ロジャー・スカーレット - 女流作家二人による男性名義の合作ネーム。
  - マイケル・スレイド
  - ボワロー＝ナルスジャック
  - パトリック・クェンティン - 初期にはリチャード・ウェッブ単独、後期にはヒュー・ホイーラー単独のクェンティン名義作品もある。

また、すでに名の売れた作家が2人以上で小説を著す場合もある。全体を担当者を明確にせず共同で創作する場合と、数名が担当部分を明確にしてストーリーを書き継ぐリレー小説の形を取る場合とがある。
- 合作・リレー小説のための推理作家のグループ
  - 新世紀「謎」倶楽部（しんせいきミステリーくらぶ）
  - 耽綺社同人

合作やリレー小説と異なり、単に舞台や事件の設定を共有して、複数の推理作家が個別の作品を執筆する「競作」が行われることもある。

## 推理作家の団体
- アメリカ私立探偵作家クラブ（1981年 - ）
- アメリカ探偵作家クラブ（1945年 - ）
- 英国推理作家協会（1953年 - ）
- オーストラリア推理作家協会（1996年 - ）
- カナダ推理作家協会（1982年 - ）
- 韓国推理作家協会（1983年 - ）
- スウェーデン推理作家アカデミー（英語版）
- スカンジナヴィア推理作家協会（ノルウェー語版）
- 台湾推理作家協会（2001年 - ）
- ディテクションクラブ
- ドイツ推理作家協会（ドイツ語版）
- 日本推理作家協会（1947年 - ）
- 本格ミステリ作家クラブ（2000年 - ）